# Robert Hering
Robert Hering (né le 14 juin 1990 à Gera) est un athlète allemand spécialiste du 200 m.
Son meilleur temps est de 20 s 41 (+ 1,0 m/s), obtenu à Ulm le 5 juillet 2009.
Le 20 août 2009, il termine 5e en 20 s 52 de sa demi-finale du 200 m des Championnats du monde de 2009 à Berlin.
Le 5 juin 2016, il réalise le meilleur temps de la saison de l'équipe de relais allemande (2e temps européen), en 38 s 46 à Ratisbonne, avec ses coéquipiers Julian Reus, Lucas Jakubczyk et Aleixo-Platini Menga. Le 9 juin 2016, il permet au relais allemand de se qualifier pour la finale des Championnats d'Europe 2016 à Amsterdam en 38 s 25, meilleur temps. Cette participation lui vaut la médaille de bronze bien qu'il soit remplacé par Roy Schmidt dans la finale du lendemain.